# Oligia perrufa
Oligia perrufa là một loài bướm đêm trong họ Noctuidae.